# Distrito de Pataz
El distrito de Pataz es uno de los trece distritos de la Provincia de Pataz, ubicada en el Departamento de La Libertad, bajo la administración del Gobierno regional de La Libertad, en el norte del Perú.
Desde el punto de vista jerárquico de la Iglesia católica forma parte de la Prelatura de Huamachuco.

## Historia
Asegurada la independencia, la nueva demarcación territorial que promulgó Bolívar crea la provincia de Pataz con la fusión de  tres corregimientos: Pataz, Collay y Caxamarquina (este último hoy Bolívar). En ella se encontraba el territorio del actual distrito de Pataz.

## Geografía
De relieve accidentado, por la influencia de la Cordillera de los Andes, abarca una superficie de 467,44 km².

## Autoridades

### Municipales
- 2022 - 2026[2]
  - Alcalde: Segundo Armas Villalobos, Partido Acción Popular (AP).
  - Regidores: Arístedes Enrique Araujo Campos (AP),  Edgar Martin Villalobos Acuña (AP), Iván Lázaro Rivera Franco (AP), Carmen Rosa Bolaños Matos (AP), María Rosa Altamirano Cerna (Partido Aprista Peruano).[3]
- 2007 - 2010
  - Alcalde: Juan Carlos La Rosa Toro Gómez, Partido Aprista Peruano (PAP).

### Policiales
- Comisario: Mayor PNP.

### Religiosas
- Prelatura de Huamachuco[4]
  - Obispo Prelado de Huamachuco: Monseñor Sebastián Ramis Torres, TOR.[5]
- Parroquia
  - Párroco: Pbro.  .